# オクトミノ

369種類のオクトミノ。対称性の違いにより色分けしてある。

オクトミノ（英：Octomino）は位数8のポリオミノである。8つの同じ大きさの正方形を辺に沿ってつなげた形は回転操作・鏡映操作によって重なる図形を同一と考えると369種類ある。これらを総称してオクトミノと呼ぶ。
369種類のオクトミノは対称性によって分類される。
- 316種類のオクトミノ（灰色の図形）は対称性を持たない。
- 23種類のオクトミノ（赤の図形）は、辺に平行な対称軸を1つ持つ。

- 5種類のオクトミノ（緑の図形）は、対角線を通る対称軸を1つ持つ。

- 18種類のオクトミノ（青の図形）は、点対称であり180度回転させると元の形になる。

- 1種類のオクトミノ（黄色の図形）は、点対称であり90度回転させると元の形になる（4回対称）。

- 4種類のオクトミノ（紫の図形）は、点対称でありかつ、辺に平行な2つの対称軸を持つ。1種類のオクトミノ（橙の図形）は、点対称でありかつ、対角線を通る2つの対象軸を持つ。更に1種類のオクトミノ（水色の図形）は、点対称でありかつ、4本の対象軸を持つ。

線対称でない図形は335種類であるため、鏡像を別の図形とすると369+335＝704種類となる。